# Pidasa

Mapa de algunas de las ciudades griegas de Caria y de algunas islas del Dodecaneso, donde se aprecia la ubicación de Pidasa, al norte de Yaso.

Pidasa (en griego, Πίδασα) fue una antigua ciudad griega de Caria (en la actual Turquía). Se localiza en el monte Grion, al sureste de Mileto.
Perteneció a la Liga de Delos puesto que aparece mencionada en los registros de tributos a Atenas entre los años 453/2 y 447/6 a. C. donde pagaba un phoros de uno o dos talentos así como en el decreto de tasación de tributos a Atenas del año 425/4 a. C.

## Tratado con Latmos
En un tratado de unión política y física entre Pidasa y Latmos que se ha fechado entre 323 y 313 a. C. Pidasa aparece subordinada políticamente a Latmos. Entre las cláusulas del tratado se puede citar que los hombres de Latmos debían casarse con mujeres de Pidasa y los hombres de Pidasa casarse con mujeres de Latmos durante al menos seis años. Un total de cien habitantes de Pidasa debían jurar el tratado.

## Tratado con Mileto
Hay documentado un segundo tratado de unión política (sympoliteia), esta vez entre Pidasa y Mileto fechado en 187/6 a. C. En él fueron los habitantes de Pidasa los que pidieron la unión con Mileto. Mileto, que es la ciudad dominante en el acuerdo, debía encargarse de la defensa del territorio de los pidaseos. Un total de 390 pidaseos fueron acogidos como ciudadanos de Mileto y se les proporcionó una vivienda. Sin embargo, Pidasa continuó existiendo como tal, por lo que se supone que otra parte de la población siguió viviendo en Pidasa y conservó cierta autonomía.